# Антипенко, Александр Валерьевич
Алекса́ндр Вале́рьевич Анти́пенко (27 мая 1982, Комсомольск-на-Амуре, Хабаровский край, СССР) — российский футболист, нападающий.

## Карьера
Воспитанник ДЮСШ № 3 города Комсомольск-на-Амуре. Начинал профессиональную футбольную карьеру в армянской «Мике» в 2002 году, затем выступал за клуб Первого дивизиона России «Кристалл» из Смоленска. Летом 2003 года подписал контракт с ЦСКА, но продолжал играть в Первом дивизионе за «Химки», «Томь» и «Анжи». С 2007 по 2009 год — футболист клуба «Химки», выступавшего в Премьер-лиге. 28 декабря 2009 заключил двухлетний контракт с новосибирской «Сибирью». В конце 2010 года был выставлен «Сибирью» на трансфер. 17 марта 2011 года подписал контракт с астраханским «Волгарём-Газпромом» сроком на 1,5 года.
В конце 2019 года вошёл в тренерский штаб молодёжной команды «Волгаря».

## Достижения
- Серебряный призёр Первого дивизиона ПФЛ: 2004
- Победитель Первенства ПФЛ зоны «Восток» (1): 2017/18
- Бронзовый призёр Первенства ПФЛ зоны «Центр» (2): 2013/14, 2015/16
- Финалист Кубка России (2): 2004/05, 2009/10